# Sarah Kohr
Sarah Kohr ist eine deutsche Kriminalfilmreihe mit Lisa Maria Potthoff in der Titelrolle. Sie wird seit 2014 vom ZDF ausgestrahlt.

## Handlung
Polizistin Sarah Kohr hat ein Credo: Ich bin da, wenn keiner mehr da ist.
Sie beginnt ihre erste Einsatzstelle beim Kriminaldauerdienst in Berlin. Hier gerät sie, ohne es zu ahnen, in eine korrupte Abteilung. Als Neuling wurde sie so in eine Falle gelockt und erschoss versehentlich einen Kronzeugen. Durch dieses Erlebnis und das Verhalten von Polizeikollegen traumatisiert, kann sie niemandem außer sich selbst mehr vertrauen und wird zur Einzelkämpferin. Sie wechselt von Berlin nach Hamburg, wird hier aber nun damit konfrontiert, ausgerechnet mit Anna Mehringer in einer Abteilung zu arbeiten. Deren Mann ist der Staatsanwalt Anton Mehringer, mit dem Kohr eine Affäre hatte und mit dem sie noch immer einen freundschaftlichen Kontakt pflegt. Diese Konstellation hilft ihr bei ihren Alleingängen, da sie sich der Loyalität des Staatsanwalts ihr gegenüber sicher sein kann. Sarah Kohr hat einen ausgesprochenen Gerechtigkeitssinn und kämpft mit allen ihr zur Verfügung stehenden Mitteln, einen Fall aufzuklären. Ihre persönlichen Befindlichkeiten stellt sie dabei in den Hintergrund und arbeitet mit vollem Körpereinsatz. Zu ihrer Mutter, die als Ärztin im Krankenhaus arbeitet, hat Kohr anfangs kein gutes Verhältnis, was sich jedoch mit der Zeit ändert. Lange Zeit ist ihre Mutter die einzige, die den Grund für Sarahs Rastlosigkeit und Risikobereitschaft kennt: der Tod ihres Bruders, an dem sich Sarah eine Mitschuld gibt und seitdem keine Nähe mehr zulässt.

## Episodenliste
| Nr. | Originaltitel                              | Erstausstrahlung       | Regie                 | Drehbuch       | Zuschauer                                 |
| --- | ------------------------------------------ | ---------------------- | --------------------- | -------------- | ----------------------------------------- |
| 1   | Der letzte Kronzeuge – Flucht in die Alpen | 16. Feb. 2014 (ZDFneo) | Urs Egger             | Stefan Kolditz | 5,68 Mio. (16,8 % MA) (ZDF 17. Feb. 2014) |
| 2   | Mord im Alten Land                         | 23. Apr. 2018          | Marcus O. Rosenmüller | Timo Berndt    | 7,33 Mio. (23,9 % MA)                     |
| 3   | Das verschwundene Mädchen                  | 6. Mai 2019            | Christian Theede      | Timo Berndt    | 6,14 Mio. (19,6 % MA)                     |
| 4   | Teufelsmoor                                | 6. Apr. 2020           | Marcus O. Rosenmüller | Timo Berndt    | 8,47 Mio. (24,8 % MA)                     |
| 5   | Schutzbefohlen                             | 1. Feb. 2021           | Bruno Grass           | Timo Berndt    | 7,66 Mio. (23,1 % MA)                     |
| 6   | Stiller Tod                                | 27. Sep. 2021          | Christian Theede      | Timo Berndt    | 5,86 Mio. (19,9 % MA)                     |
| 7   | Geister der Vergangenheit                  | 14. März 2022          | Bruno Grass           | Timo Berndt    | 6,50 Mio. (21,6 % MA)                     |
| 8   | Irrlichter                                 | 27. Dez. 2022          | Mike Marzuk           | Timo Berndt    | 5,49 Mio. (19,4 % MA)                     |
| 9   | Zement                                     | 18. März 2024          | Katrin Schmidt        | Timo Berndt    | 6,25 Mio. (23,8 % MA)                     |
| 10  | Koma                                       | 9. Sep. 2024           | Mike Marzuk           | Timo Berndt    | 5,69 Mio. (23,0 % MA)                     |
| 11  | Amok (AT)                                  | –                      | Christian Theede      | Timo Berndt    |                                           |
| 12  | Brüder (AT)                                | –                      | Kirsten Laser         | Timo Berndt    |                                           |
| 13  | Tödliches Wasser (AT)                      | –                      | Christian Theede      | Timo Berndt    |                                           |

## Kritiken
Harald Keller wertete auf tittelbach.tv anerkennend: „Titelheldin Sarah Kohr ist durchaus eine Bereicherung der Riege weiblicher ZDF-Ermittler. Ihren Scharfsinn beweist sie auf eine angenehm nüchterne Art, besitzt eine gute Beobachtungsgabe, geht gern ihren eigenen Weg (eine schlüssige Entwicklung, weil sie vordem mit korrupten Kollegen zu kämpfen hatte), zeigt aber kein übermäßig abweichendes Sozialverhalten. Und sie kann raufen: Lisa Maria Potthoff spielt die Action-Szenen selbst, und das sieht man. Nicht nur auf visueller Ebene ein Vorzug. Denn immer noch sieht man viel zu häufig (meist junge) Frauen, die vor Männern kuschen. Es kommt natürlich aufs Setting an, aber: die hier keilt zurück. Eine erfreuliche Abwechslung vom üblichen Muster.“
Bei quotenmeter.de schrieb Christian Lukas: „Die Mischung aus unbarmherziger Härte und klugem Kalkül macht Sarah Kohr zur härtesten Ermittlerin im deutschen Fernsehen. Die Figur der Sarah Kohr ist das, was Til Schweiger einst mit seiner Figur Nick Tschiller erschaffen wollte. Wo Tschiller / Schweiger sich jedoch oft in großen, explosiven Momenten verlor, bleibt Kohr konzentriert, fokussiert und stets auf das Ziel ausgerichtet.“ „Die Filmreihe hat sich zu mehr als einem Geheimtipp entwickelt, weil sie das macht, was viele große Produktionen vernachlässigen: Sie konzentriert sich auf das Wesentliche. Mit klaren, schnörkellosen Geschichten, die sich auf die Dynamik zwischen den Charakteren stützen, wird tatsächlich jede Episode zu einem fesselnden Erlebnis.“